# Hickory 250 1963
Hickory 250 1963 var ett stockcarlopp ingående i Nascar Grand National Series (nuvarande Nascar Cup Series) som kördes 24 mars 1963 på den 0,4 mile (644 meter) långa ovalbanan Hickory Motor Speedway i Hickory i North Carolina. Totalt avverkades 100 miles (160,934 km) fördelat på 250 varv. Banunderlaget var dirt. Loppet vanns av Junior Johnson i en Chevrolet på tiden 1:26.38 körande för Fox Racing. Johnsons snitthastighet var 67,95 mph. Han var vid målgång ensam förare på ledarvarvet, ett varv före tvåan Richard Petty. Prispotten uppgick till 4 875 dollar, varav 1 150 dollar gick till segraren.

## Resultat
| Plc     | Nr | Förare         | Team/ bilägare       | Konstruktör | Start | Varv | Ledda varv |
| ------- | -- | -------------- | -------------------- | ----------- | ----- | ---- | ---------- |
| 1       | 3  | Junior Johnson | Fox Racing           | Chevrolet   | 1     | 250  | 166        |
| 2       | 43 | Richard Petty  | Petty Enterprises    | Plymouth    | 3     | 249  | 84         |
| 3       | 11 | Ned Jarrett    | Burton-Robinson      | Ford        | 2     | 248  | 0          |
| 4       | 41 | Jim Paschal    | Petty Enterprises    | Plymouth    | 8     | 246  | 0          |
| 5       | 33 | Roy Mayne      | C.L. Kilpatrick      | Chevrolet   | 18    | 237  | 0          |
| 6       | 62 | Curtis Crider  | Curtis Crider        | Mercury     | 7     | 236  | 0          |
| 7       | 87 | Buck Baker     | Buck Baker Racing    | Chrysler    | 11    | 230  | 0          |
| 8       | 34 | Wendell Scott  | Scott Racing         | Chevrolet   | 12    | 228  | 0          |
| 9       | 19 | Herman Beam    | Herman Beam          | Ford        | 10    | 221  | 0          |
| 10      | 68 | Ed Livingston  | Ed Livingston        | Ford        | 15    | 209  | 0          |
| 11      | 88 | Major Melton   | Major Melton         | Chrysler    | 19    | 209  | 0          |
| 12      | 49 | Buddy Baker    | J.C. Parker          | Dodge       | 16    | 204  | 0          |
| 13      | 0  | E.J. Trivette  | Bill Church          | Chevrolet   | 20    | 173  | 0          |
| 14      | 54 | Jimmy Pardue   | Pete Stewart         | Ford        | 9     | 140  | 0          |
| 15      | 18 | Stick Elliott  | Toy Bolton           | Pontiac     | 17    | 57   | 0          |
| 16      | 90 | Gary Sain      | Ralph Sparks         | Dodge       | 4     | 52   | 0          |
| 17      | 2  | Bill Foster    | Cliff Stewart Racing | Pontiac     | 14    | 33   | 0          |
| 18      | 31 | Sammy Fogle    | James Kelly          | Ford        | 21    | 30   | 0          |
| 19      | 57 | Joe Weatherly  | Pete Stewart         | Pontiac     | 5     | 23   | 0          |
| 20      | 89 | Joel Davis     | Joel Davis           | Pontiac     | 13    | 2    | 0          |
| 21      | 47 | Jack Smith     | Jack Smith           | Plymouth    | 6     | 1    | 0          |
| Källor: |    |                |                      |             |       |      |            |